# Johnny Rep
Nicolas „Johnny“ Rep (* 25. November 1951 in Zaandam, heute zu Zaanstad) ist ein ehemaliger niederländischer Fußballspieler und -trainer.

## Karriere

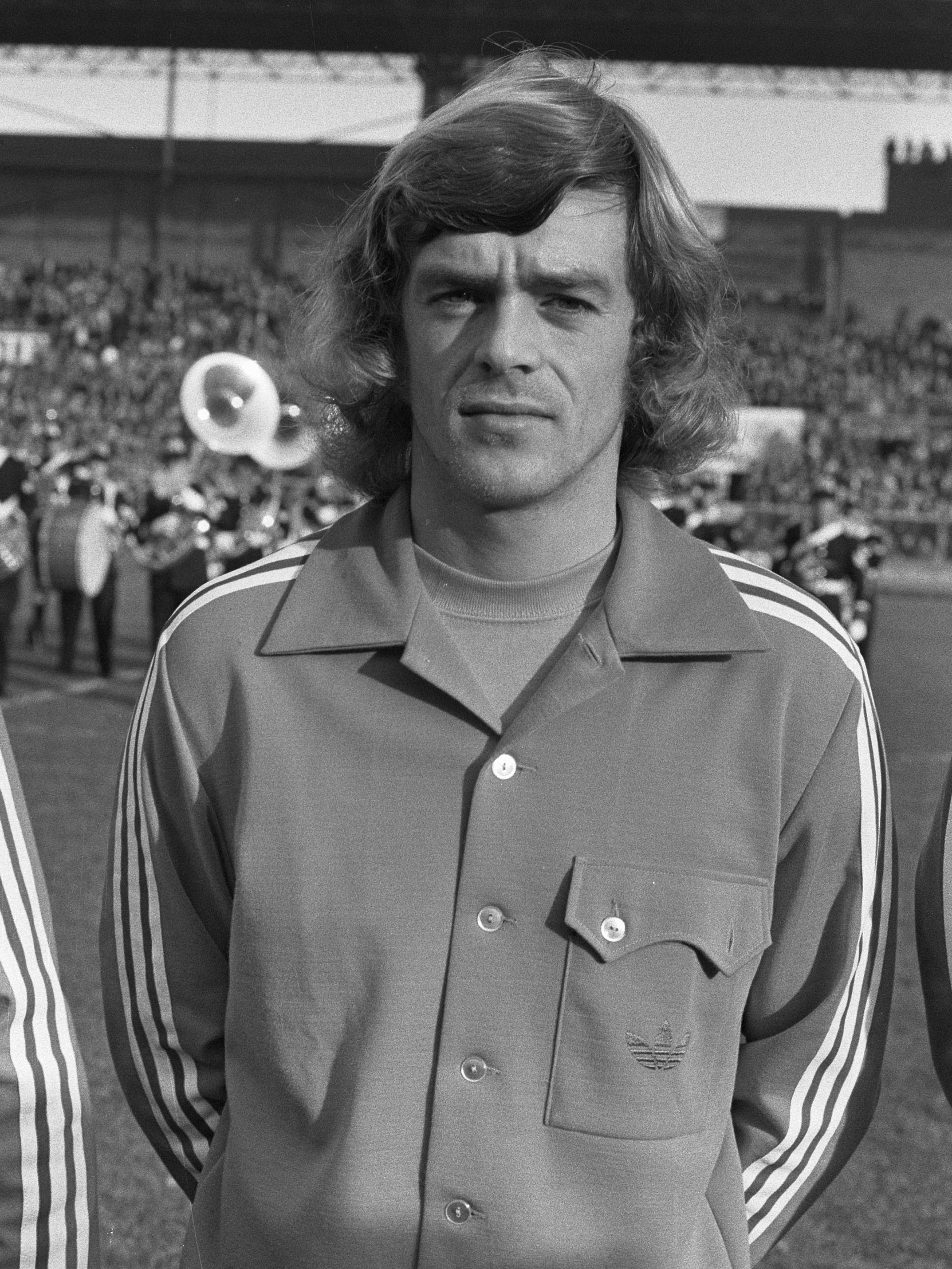
Johnny Rep, 1973

### Verein
Rep begann seine Karriere beim Zaanlandsche FC. Im Sommer 1971 kam er mit 19 Jahren zu Ajax Amsterdam, die kurz zuvor erstmals den Europapokal der Landesmeister gewonnen hatten. Im Weltpokal-Finale gegen CA Independiente im September 1972 erzielte er zwei Tore beim 3:0-Sieg. Ein Jahr später war Rep am dritten Erfolg für Ajax im Europapokal der Landesmeister maßgeblich beteiligt, als er beim 1:0 gegen Juventus Turin das einzige Tor erzielte.
1975 wechselte er zum FC Valencia, hatte dort jedoch weniger Erfolg. 1977 wechselte er nach Frankreich. Mit dem SEC Bastia erreichte er 1978 das UEFA-Cup-Finale. Er spielte von 1979 bis 1983 beim französischen Erstligisten AS Saint-Étienne, mit dem er 1981 französischer Meister wurde. 1983 kehrte Rep wieder in die Niederlande zurück, zuerst zum PEC Zwolle, danach zu Feyenoord und zum Ende seiner Karriere zum HFC Haarlem.

### Nationalmannschaft
Rep wurde zweimal Vize-Weltmeister mit der niederländischen Nationalmannschaft. Bei der Fußball-Weltmeisterschaft 1974 in Deutschland erzielte er vier Tore und unterlag im Finale Deutschland. Bei der Fußball-Europameisterschaft 1976 traf er einmal im Viertelfinale gegen Belgien, die Niederländer wurden schlussendlich Dritter. Bei der Fußball-Weltmeisterschaft 1978 in Argentinien erzielte er drei Tore im Verlauf des Turniers und unterlag ebenfalls im Finale den Gastgebern. Bei der Fußball-Europameisterschaft 1980 traf Rep einmal, das Team überstand jedoch die Vorrunde nicht.
Er bestritt für die Niederlande 42 Länderspiele und erzielte dabei zwölf Tore.

## Wissenswertes
Die französische Band Mickey 3D aus Saint-Étienne widmete Johnny Rep ein Lied mit dem Titel „Johnny Rep“. Zum Ende des Liedes wird hierbei eine Livereportage eingespielt, in der der Reporter kommentiert, wie Johnny Rep drei Tore in einem Spiel für seine Mannschaft erzielt.
2013 räumte Rep Doping in den 1970er Jahren ein („Ich habe wohl mal vor einem Europokalspiel so ein Amphetaminpillchen geschluckt“). Konkret erwähnte er auch die Europacuppartie 1979 gegen den PSV Eindhoven, vor der „alle Spieler (Anm.: von St. Étienne) an den Tropf gehängt“ wurden. Eindhoven wurde 6:0 geschlagen. Mitspieler Dominique Rocheteau und Klubarzt Pierre Poty erzählten von ähnlichen Vorkommnissen.
Obwohl er mit 12 Toren in 42 Länderspielen weit entfernt von jeglichen Bestmarken der Nationalmannschaft ist, erzielte er sieben Tore bei Weltmeisterschaftsendrunden. Damit ist er bis heute WM-Rekordtorschütze der Oranje.

## Erfolge
Verein 
- Weltpokal mit Ajax Amsterdam: 1972
- Europapokal der Landesmeister mit Ajax Amsterdam: 1971/72, 1972/73
- UEFA Super Cup mit Ajax Amsterdam: 1972, 1973
- Niederländischer Meister mit Ajax Amsterdam: 1971/72, 1972/73
- Französischer Meister mit der AS St. Etienne: 1980/81

 Nationalmannschaft 
- Vizeweltmeister: 1974, 1978
- 3. Platz Europameisterschaft: 1976